# Tommy Andersson (ishockeyspelare)
Tommy Andersson, född 20 januari 1949 i Timrå, är en svensk ishockeyledare och före detta ishockeyspelare. Sedan 2012 är han ordförande i Timrå IK, en klubb han tidigare representerat som både spelare och tränare i flera sejourer. Från januari 2012 fram till säsongens slut var han huvudtränare för Timrå IK i den svenska Elitserien i ishockey.
Han är far till ishockeytränaren och förre ishockeyspelaren Daniel Olsson.

## Spelarkarriär
Tommy Andersson är född och uppvuxen i Timrå. Han debuterade med Wifsta/Östrands IF (senare namnändrat till Timrå IK) och spelade sin första match i a-laget redan som 14-åring 1963. Andersson var back och blev ordinarie i laget från säsongen 1966/1967. 
1969 värvades Andersson till Mora IK där hans övergång var en del i en affär där Lennart Lill-Strimma Svedberg gick åt andra hållet och återvände till Timrå. Efter tre år i Mora återvände han till Timrå där han gjorde ytterligare fem säsonger i laget. Parallellt slutförde han studier till socionom vid högskolan i Östersund. 1978 flyttade han till Malmö och spel i Malmö IF i dåvarande andraserien division 1. Efter tre säsonger som aktiv där han även var assisterande tränare avslutade han spelarkarriären 1981.  Under sin karriär gjorde han åtta A-landskamper med Tre kronor.

## Ledarkarriär
Tommy Andersson gick vidare till tränaruppdrag i IF Troja/Ljungby i näst högsta serien och var andretränare i AIK Hockey i elitserien. 1983 fick han chansen som huvudtränare i Skellefteå AIK i elitserien men fick lämna klubben 1985 och flyttade då hem till Medelpad. Där tränade han Sundsvall Hockey i tre säsonger under den klubbens korta storhetstid i toppen av näst högsta serien. Efter en kort paus gjorde han 1989 ett inhopp som tränare i Timrå IK i slutet av säsongen där han ledde laget till playoff till Elitserien i ishockey.
Andersson satsade på en civil karriär med olika personalcheftjänster. Han var under en period ordförande i sammanslagningen Sundsvall/Timrå Hockey på 1990-talet. Under två säsonger från 1996 till 1998 tränade han åter Sundsvall Hockey. Efter ett kort inhopp i Sundsvall 2002 återupptog han tränarkarriären i slutet av 2000-talet med sejourer i bland annat Italien, Frankrike och Österrike och division 2-föreningen Töva från Sundsvall. 18 januari 2012 tillkännagavs att han tog över huvudansvaret för Timrå IK som då låg klart sist i Elitserien. Han ersatte Per-Erik Johnsson som fick lämna tränaruppdraget. Tommy Andersson lotsade laget till nytt elitseriekontrakt via en seger i kvalserien. Efter säsongen tog Tomas Montén, tidigare Djurgårdens IF, över rollen som huvudansvarig tränare. Andersson tog 2012 istället över som ny ordförande i föreningen.